# تحالف أمانة
تحالف أمانة (بالفرنسية: Alliance Amana)‏ هو تحالف سياسي في بنين بقيادة نصيرو باكو أريفاري وزيمي كورا جونو. التحالف يدعم الرئيس يايي بوني.

## التاريخ
في الانتخابات النيابية في أبريل 2011، حصل التحالف على 3.3٪ من الأصوات، وفاز بمقعدين، وشغلهما كورا جونو وأيوبا ساني. خاض الانتخابات البرلمانية لعام 2015 بالتحالف مع قوى كاوري من أجل بنين الناشئة،  حيث حصل الاثنان على 30٪ من الأصوات وفازوا بـ 32 مقعدًا.